# Neobisium actuarium
Neobisium actuarium es una especie de arácnido del orden Pseudoscorpionida de la familia Neobisiidae.

## Distribución geográfica
Se encuentra en Ucrania.